# Focke-Wulf
Pour les articles homonymes, voir Wulf.

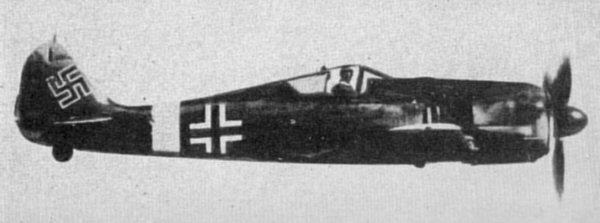
Le plus connu : le Fw-190

Focke-Wulf Flugzeugbau AG est une société de construction aéronautique allemande, elle reste connue en particulier pour sa production d'avions de guerre, qui équipèrent la Luftwaffe, pendant la Seconde Guerre mondiale.

## Histoire

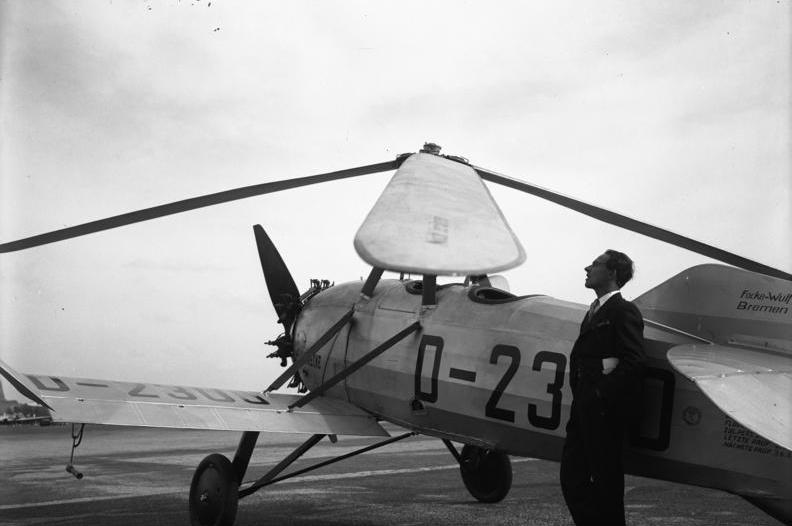
L'autogire Focke-Wulf C 19

La compagnie est créée à Brême, le 23 octobre 1923, sous le nom de Bremer Flugzeugbau AG, par Heinrich Focke, Georg Wulf et Werner Naumann, presque aussitôt elle est rebaptisée Focke-Wulf Flugzeugbau AG. Plusieurs avions sont conçus mais aucun ne rencontre de succès commercial et Georg Wulf se tue en essayant l'un d'eux, le F 19 Ente le 29 septembre 1927.
En 1931, à la suite d'une pression gouvernementale, elle absorbe la firme Albatros Flugzeugwerke de Berlin. L'ingénieur et pilote d'essai d'Albatros, Kurt Tank, devint alors son directeur technique. Le succès arrive enfin, grâce à la conception du biplace Fw 44.
Après avoir acquis en 1931 les droits de fabrication sous licence de l'autogire de Cierva, Focke-Wulf construit tout d'abord dans ses ateliers le modèle C.19 puis plus tard le C.30 Heuschrecke (« sauterelle »). La société crée ensuite le prototype du premier hélicoptère véritablement opérationnel au monde, le Fw 61, qui effectue son premier vol de démonstration en public aux mains d'Hanna Reitsch, en février 1938, et qui sera suivi du Fa 223 Drachen, construit avec Gerd Achgelis en vingt exemplaires au sein de la nouvelle société Focke-Achgelis.
La compagnie construit plusieurs avions d'entraînement pour la Luftwaffe renaissante notamment le monoplan bimoteur Focke-Wulf Fw 58 (4500 exemplaires livrés). Après avoir connu un premier échec face au Messerschmitt Bf 109 avec son Fw 159 en 1935, Focke-Wulf parvient enfin à décrocher une énorme commande de la Luftwaffe en 1937, avec un de ses avions de chasse, le Fw 190, lequel devint le deuxième chasseur allemand par la production, avec vingt mille exemplaires livrés entre 1940 et 1945. L'originalité du Fw 190 est l'utilisation d'un moteur en étoile (le BMW 801) a contrario de la majorité des chasseurs allemands et britanniques de l'époque qui utilisent des moteurs en ligne. Les versions militaires du Fw 44 et du Fw 200 ainsi que l'avion de reconnaissance Fw 189 seront aussi très utilisées lors du conflit.
En 1937, Tank conçoit aussi un quadrimoteur capable de liaisons transatlantiques, le Fw 200.
L'usine de Brême, trop exposée aux bombardements britanniques est rapidement délaissée au profit de centres de production à Langenhagen (c'est là qu'y est développé le Focke-Wulf Ta 152, mais l'usine est bombardée le 5 août 1944) , à Cottbus et en Pologne. La firme emploie de plus en plus de main d'œuvre forcée et, à partir de 1944, des prisonniers de guerre.
Après la capitulation allemande, Focke-Wulf se voit comme toute l'industrie de guerre du Troisième Reich interdite de production pendant plusieurs années. La production des Fw 190 A.5 est reprise en France par la Société nationale des constructions aéronautiques du Centre (SNCAC) sous l'appellation N.C.900, et une petite série est fabriquée et mise en service dans l'Armée de l'air. Les stocks de pièces utilisées ayant été sabotés par la Résistance, les pannes nombreuses et indétectables conduisirent au rapide retrait de service de l'avion dont un exemplaire est conservé au Musée de l'air et de l'espace. Kurt Tank et de nombreux ingénieurs de la firme partirent en Argentine où le gouvernement les employa au sein de son Instituto Aerotécnico.
En 1951, Focke-Wulf peut reprendre la production de planeurs et, en 1955, celle d'avions motorisés. En 1961 avec Weserflug et Hamburger Flugzeugbau, Focke-Wulf crée la coentreprise Entwicklungsring Nord (ERNO) pour développer des fusées et finalement, trois ans plus tard, elle fusionne avec Weserflug, donnant naissance au groupe Vereinigte Flugtechnische Werke (VFW), fabriquant tout d'abord sous licence le Noratlas (Nord 2500) puis le Transall (C-160). Celle-ci se mariera à son tour avec Fokker qui connaîtra des vicissitudes à son tour (échec commercial du VFW 614). Finalement une grande partie des activités basées en Allemagne est reprise dans MBB (aujourd'hui EADS) et participe aux programmes Airbus, Ariane, Panavia Tornado etc.

## Avions
- Focke-Wulf A 17 Möwe.

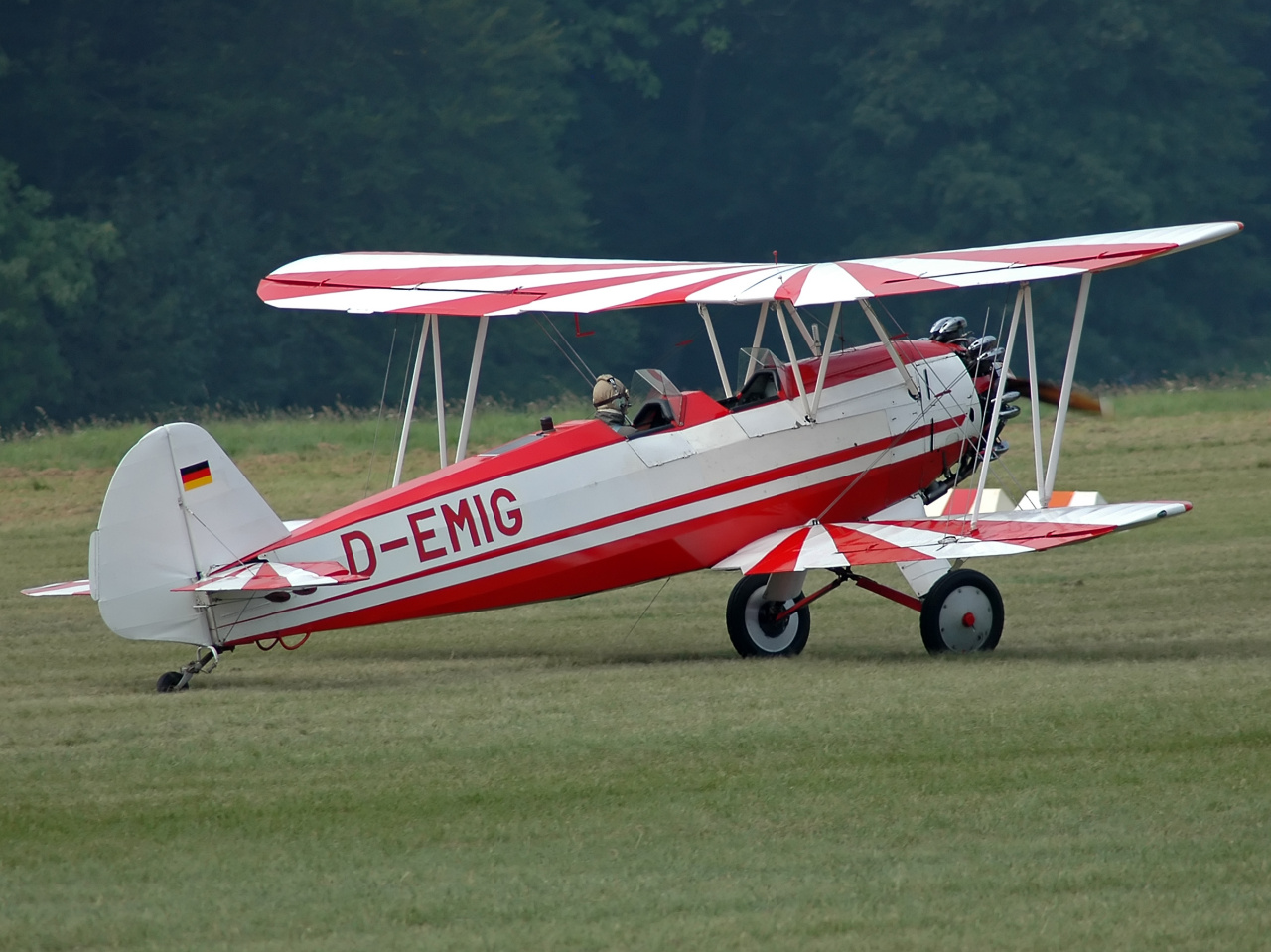
Le premier succès : Fw 44

- Focke Wulf F 19 Ente (avion canard).
- Fw 30, autogire Cierva C.30 fabriqué sous licence.
- Fw 44 Stieglitz (« chardonneret »), biplan d'entraînement et d'acrobatie.
- Fw 56 Stösser (« autour »), monoplan parasol d'entraînement.
- Fw 57, prototype de chasseur lourd et de bombardier.
- Fw 58 Weihe (« busard »), avion de transport.
- Fw 61, prototype d'hélicoptère.
- Fw 62, hydravion de reconnaissance.
- Ta 152 dérivé du Fw 190D.
- Ta 154 Moskito, chasseur de nuit ; un des premiers avions allemands équipé d'un radar.
- Fw 159, prototype de chasseur.
- Ta 183, prototype de chasseur à réaction.
- Fw 186, prototype d'autogire de reconnaissance.
- Fw 187 Falke (« faucon ») chasseur lourd.
- Fw 189 Uhu (« grand duc »), avion de reconnaissance tactique.
- Fw 190 Würger (« pie grièche »), chasseur.
- Fw 191, prototype de bombardier rapide
- Fw 200 Kondor, transport et patrouilleur maritime.

## Projets non achevés
- Focke-Wulf Fw 42 (en)
- Fw 259 Frontjäger (concept)
- Ta 283
- Fw 300 (en) version du Fw 200 à long rayon d'action.
- Fw 400
- Focke-Wulf Fw P.0310.025-1006
- Focke-Wulf Triebflügel avion à décollage et atterrissage vertical (ADAV)
- Focke-Wulf Fw 1000x1000x1000 série d'étude de bombardiers.
- Fw Super Lorin chasseur à moteur fusée.

## Album des avions Focke-Wulf

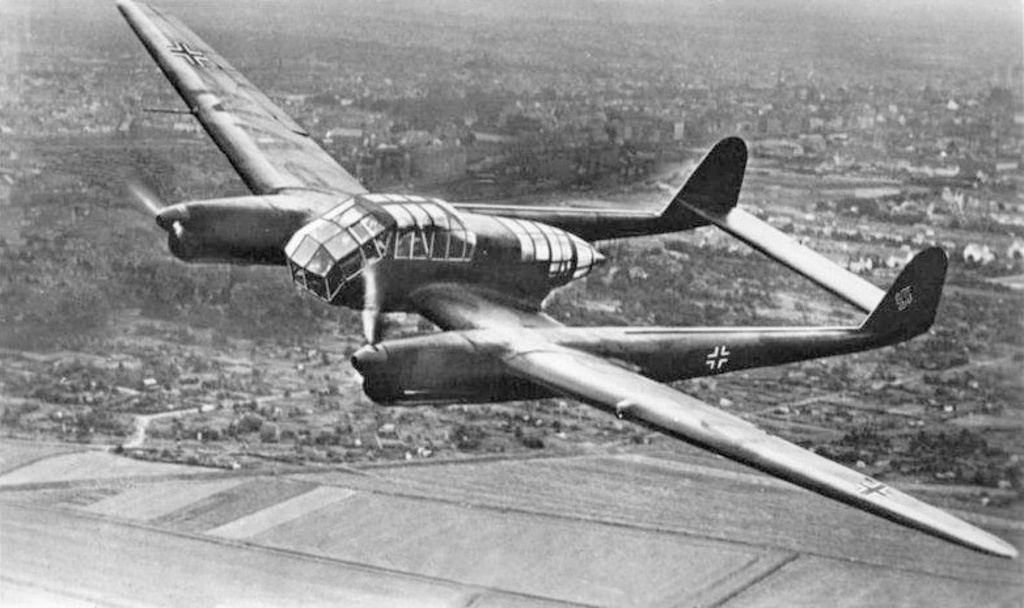
Fw-189 Uhu
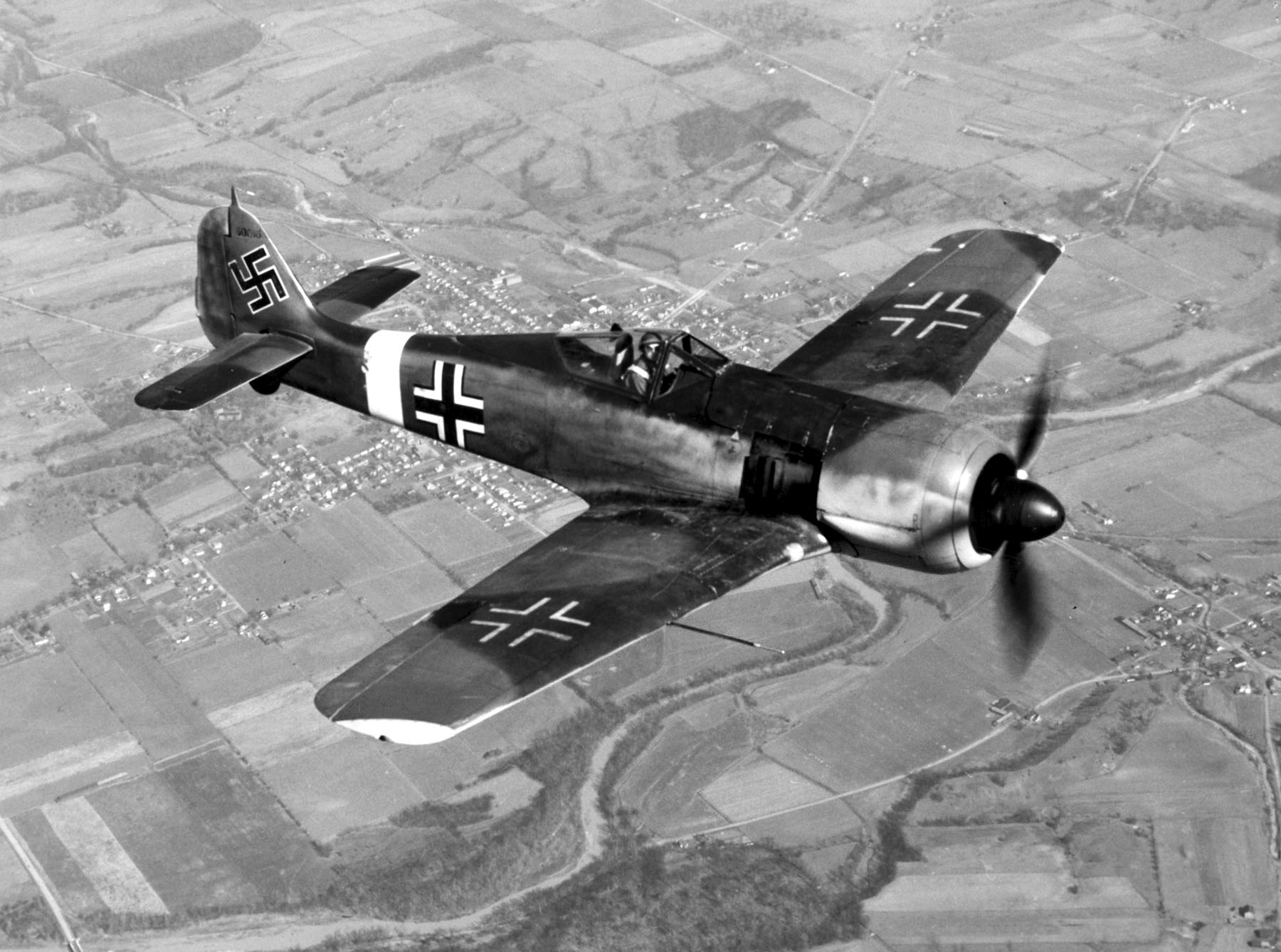
Fw 190
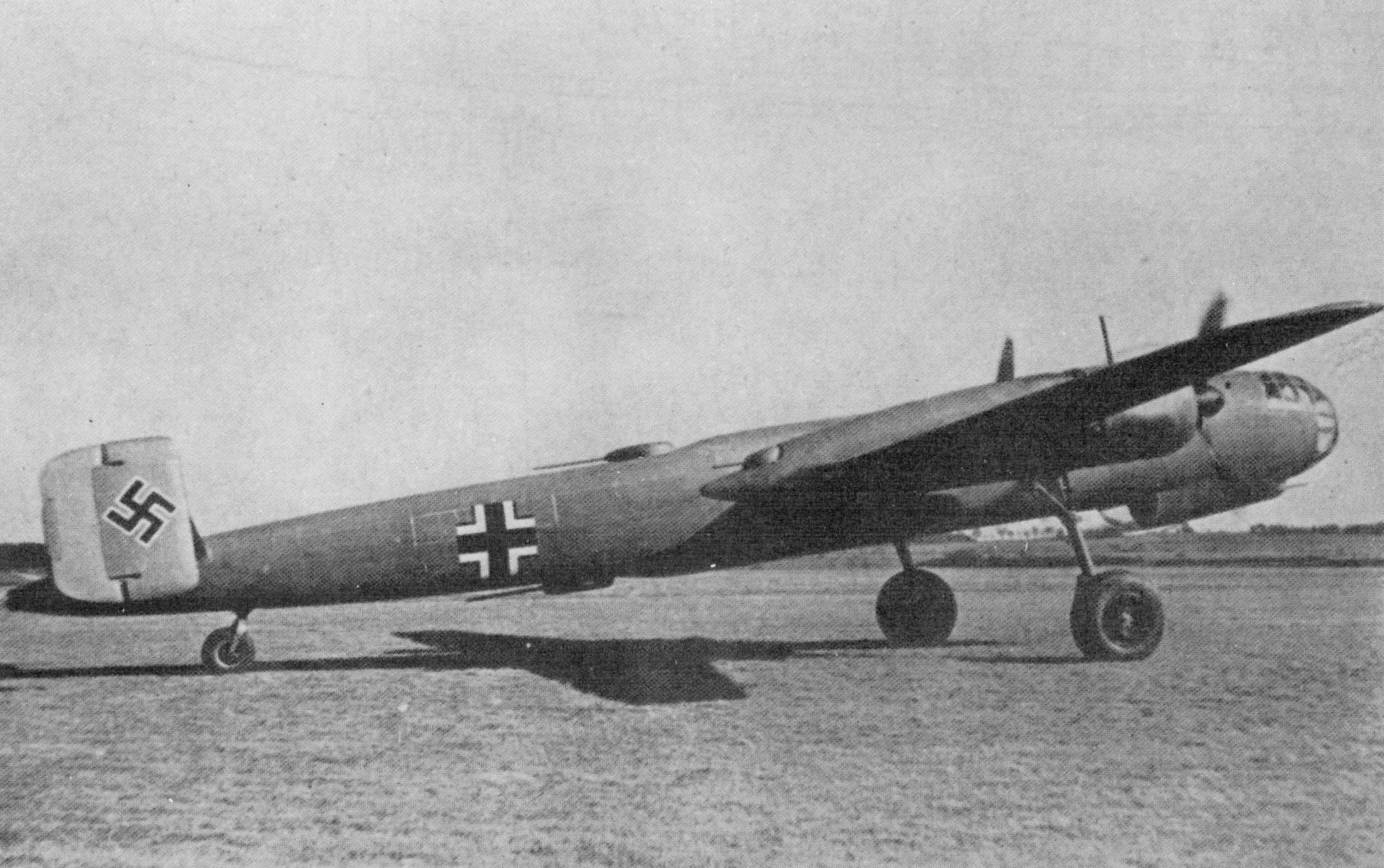
Fw 191
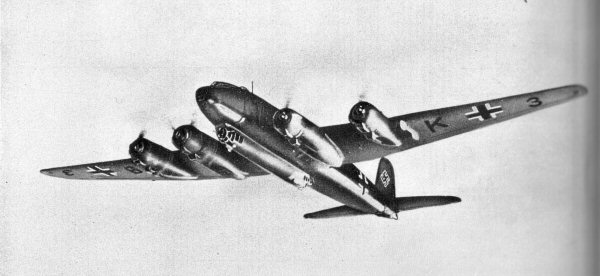
FW-200 Kondor
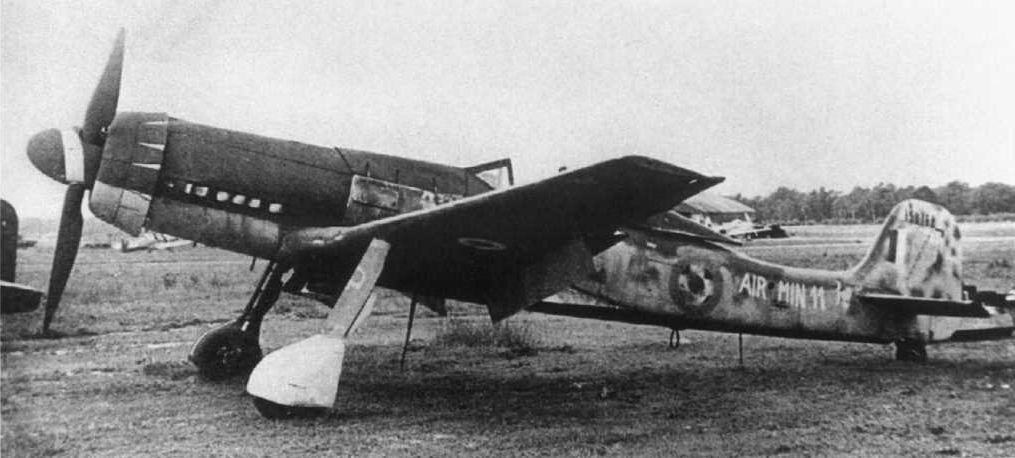
Un Ta 152H capturé par les Britanniques